# Jacques Stern (informatique)
Pour les articles homonymes, voir Jacques Stern et Stern.
Jacques Stern est un ingénieur et chef d'entreprise français, né le 21 mars 1932 à Paris et mort dans cette même ville le 26 février 2021. Il a fait toute sa carrière dans le domaine de l'informatique.

## Biographie

### Famille et formation
Jacques Stern naît le 21 mars 1932 à Paris dans le 10e arrondissement.
Ancien élève de l'École polytechnique, promotion 1952, il est diplômé de l'École nationale supérieure de l'aéronautique et de l'espace, promotion 1957 dont il sort ingénieur militaire de l'Air. Il poursuit ensuite ses études aux États-Unis dont il revient avec un Master of Science de l'université Harvard de Cambridge dans le Massachusetts.
De son mariage avec Janine Riemer, naissent trois enfants.
Jacques Stern meurt le 26 février 2021.

### Carrière professionnelle
Jacques Stern a été :
- ingénieur responsable des systèmes de défense aérienne au Service technique des télécommunications de l'Air (1958-1964)
- cofondateur et président-directeur général de la SESA (Société d'études des systèmes d'automation) avec Jacques Arnould, de 1964 à 1982
  - En 1983, Jacques Stern, actionnaire à 34 % de la SESA, ayant été nommé à la direction de Bull, nationalisé par l'État, vend sa participation à la société Cap Gemini Sogeti, rebaptisée Cap Sesa qui prend ainsi le contrôle de la société spécialisée dans les systèmes complexes pour l'armée, les télécommunications et les transports, et qui est très présente dans les nouveaux métiers que sont l'intégration de systèmes et les réseaux de transmissions de données.
- président-directeur général de la société Honeywell-Bull en 1982[5].
  - Jacques Stern est nommé en 1982 à la présidence de CII-HB qui devient BULL S.A. en 1985. Le groupe Bull étant né par le regroupement de CII-Honeywell-Bull, SEMS et Transac[6].
- président de la Compagnie des machines Bull (1982-1989)
- président de Bull HN (aux États-Unis) de 1987 à 1989
- président d'honneur du groupe Bull en 1989
- et depuis, président de plusieurs sociétés.

## Distinctions
Jacques Stern est depuis 1987, membre du Conseil pour les applications de l'Académie des sciences, renommé Académie des technologies en 2000. Il est chevalier de la Légion d'honneur et officier de l'ordre national du Mérite.
Il a obtenu le prix Science et Défense en 2008.

## Œuvres

### Publications
- En collaboration avec Jacques de Barbeyrac et Raymond Poggi, Méthodes pratiques d'étude des fonctions aléatoires, Dunod, coll. Techniques de l'automatisme, Paris, 1967, 328 pages

### Fondation
Avec son épouse Janine, Jacques Stern a créé la « fondation Jacques et Janine Stern » en souvenir de ses parents immigrés, ouvriers qui n’avaient pas fait d’études, mais qui voulaient les meilleures écoles pour ses enfants.
Cette fondation intervient pour soutenir des élèves et étudiants que des problèmes matériels ou financiers pourraient arrêter ou handicaper dans leurs études. Chaque année, elle attribue des bourses d’études, des aides pour le soutien scolaire à des élèves de collèges et de lycées.

## Pour approfondir